# Макфарлейн, Роберт (писатель)
Роберт Макфарлейн (англ. Robert Macfarlane; род. 15 августа 1976, Ноттингемшир*, Англия) — британский литератор.

## Биография
Образование получил в кембриджском Пемброк-колледже (бакалавр искусств), где учился в 1994-97 гг., и оксфордском Колледже Магдалины (магистр философии), где провёл два года. Год он преподавал в университете в Пекине. Степень доктора философии (Ph.D.) получил в кембриджском Эммануэль-колледже в 2000 году. С 2001 года член (по английскому) того же колледжа, ныне он также директор английских штудий, а с 2006 года одновременно университетский лектор послевоенной английской литературы. С 2012 года член Королевского литературного общества Великобритании.
Его дебютная книга «Mountains of the Mind» (2003) была отмечена премиями Гардиан дебютной книги, Имени Сомерсета Моэма, Молодого писателя года Sunday Times, а также номинировалась на другие.
Почётный доктор Абердинского университета (2014).
Также почётный доктор Глостерширского университета.
Его работы переводились на более чем десять языков и публиковались более чем в 20 странах.
Женат на Джулии Ловелл.

## Книги
- Mountains of the Mind (2003)
- Original Copy: Plagiarism and Originality in Nineteenth-Century Literature (2007)
- The Wild Places (2007)
- The Old Ways: A Journey on Foot (2012)
- Holloway (2013, with Stanley Donwood and Dan Richards)
- Landmarks (2015)
- Underland. A Deep Time Journey - Подземье. Путешествие в глубь земли и времени (2019)